# Valea Glodului (okręg Suczawa)
Valea Glodului – wieś w Rumunii, w okręgu Suczawa, w gminie Vulturești. W 2011 roku liczyła 897 mieszkańców. 